# Districtul Nong Na Kham
Nong Na Kham (în thailandeză หนองนาคำ) este un district (Amphoe) din provincia Khon Kaen, Thailanda, cu o populație de 23.402 locuitori și o suprafață de 158,9 km².

## Componență
Districtul este subdivizat în 3 subdistricte (tambon), care sunt subdivizate în 34 de sate (muban).
| Nr. | Nume     | În thailandeză | Sate | Locuitori |  |
| --- | -------- | -------------- | ---- | --------- |  |
| 1.  | Kut That | กุดธาตุ          | 16   | 11,762    |  |
| 2.  | Ban Khok | บ้านโคก         | 8    | 4,810     |  |
| 3.  | Khanuan  | ขนวน           | 10   | 6,830     |  |